# Esfera de Coprosperidad de la Gran Asia Oriental

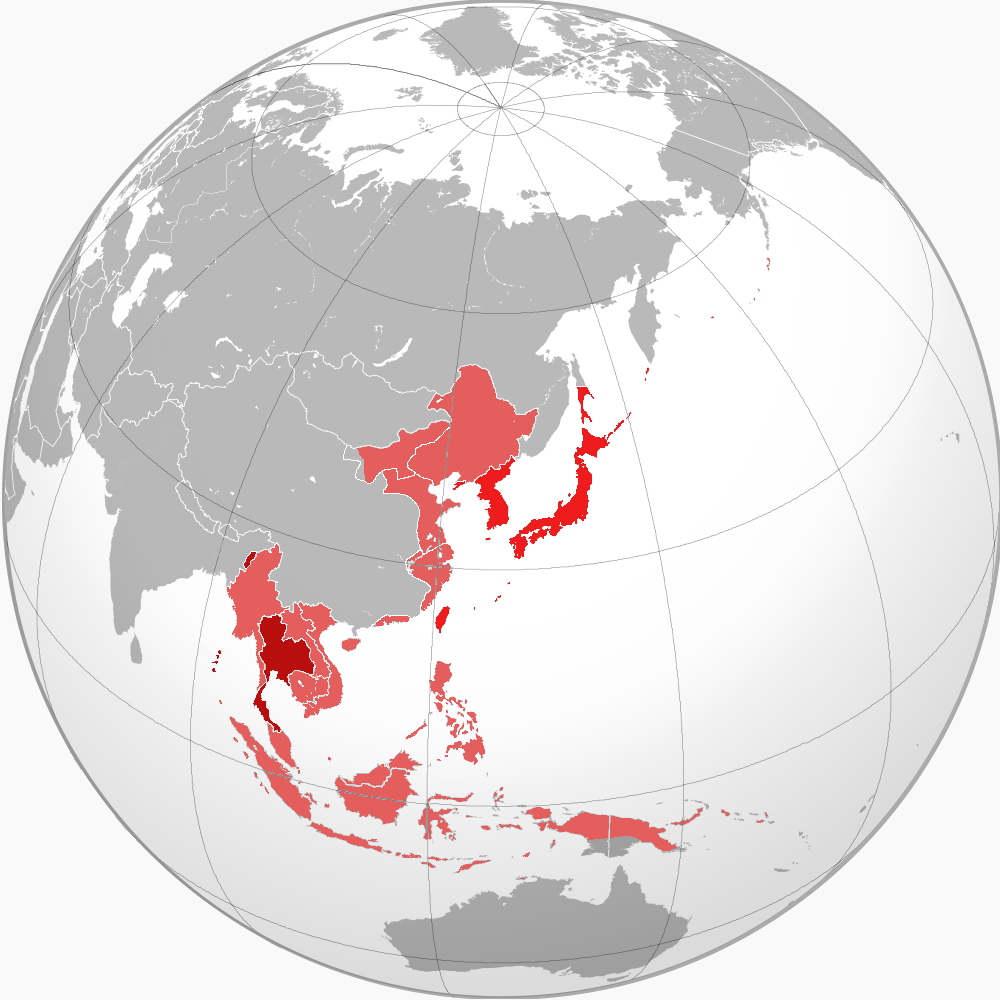
Miembros de la Esfera de Coprosperidad del Gran Asia Oriental; máxima expansión del territorio controlado por el Imperio Japonés. En rojo oscuro Japón y sus aliados; en rojo más claro los territorios ocupados/estados títeres. Corea, Taiwán y Karafuto (Sajalín del Sur) fueron partes integrales de Japón.

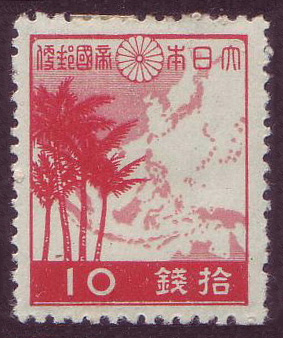
Sello representando el mapa de la Esfera de coprosperidad.

La Esfera de Coprosperidad de la Gran Asia Oriental (Kyūjitai: 大東亞共榮圈, Shinjitai: 大東亜共栄圏, Dai-tō-a Kyōeiken) fue un concepto creado y promulgado por las autoridades del Imperio del Japón, que representaba el deseo de formar un «bloque de naciones asiáticas lideradas por Japón y libres de la influencia occidental».
Fue uno de los términos más empleados en Asia Oriental desde la década de 1930, hasta el final de la Segunda Guerra Mundial. La Esfera compuso entidades estatales súbditas a Japón en muchas áreas donde sus fuerzas armadas habían tomado el control, especialmente después de la invasión de Manchuria en 1931. En el extremo occidental su miembro más destacado fue el Gobierno provisional para una India libre (Azad Hind) de Chandra Bose, y en el este la Segunda República Filipina de José P. Laurel. 
Aunque el Japón se esforzaba por prestigiar la idea de esta Esfera, el único estado partidario de ella (y que no había sido ocupado por los japoneses) fue el Reino de Tailandia.

## Concepto

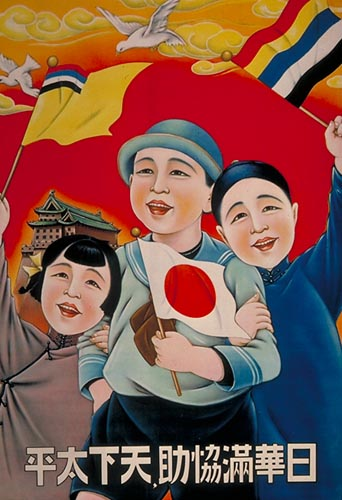
Póster del Estado títere japonés de Manchukuo promoviendo la armonía entre los japoneses, chinos y manchúes.

La idea de una Esfera de coprosperidad fue anunciada formalmente el 29 de junio de 1940 por Hachirō Arita, Ministro de Asuntos Exteriores nipón, en una conferencia de prensa. La idea sin embargo ya había aparecido en variadas formulaciones desde hacía años. Se vinculaba con el Ejército Imperial de Japón; Inicialmente, fue empleado el concepto geográfico del llamado Nuevo Orden en Asia Oriental (東亜新秩序, Tōa Shin Chitsujo), anunciado por el primer ministro Fumimaro Konoe el 22 de diciembre de 1938 y que se limitaba solo al noreste de Asia.
El concepto original partía de un planteamiento idealista por el cual se lograría la liberación de Asia respecto de las potencias coloniales, aunque los nacionalistas japoneses pronto vieron en ella un medio por el cual poder obtener recursos que permitieran mantener a Japón como una potencia moderna, al tiempo que los militaristas japoneses veían aquellos recursos como materias primas que serían básicas para la guerra. Muchos japoneses se sintieron atraídos por este proyecto idealista. Incluso durante la contienda, muchos de ellos seguían convencidos de que la esfera era un ideal posible, llegando a lanzarse consignas en campañas propagandísticas y alabando a la esfera como un esfuerzo constructivo y por la paz.
Desde el comienzo, la propaganda japonesa proclamó que sus soldados habían liberado estos países para que pudieran ser gobernados por su propia población (algo muy distinto a la realidad, ya que estos gobiernos carecían de poder real y efectivo).

## Historia

### Orígenes
Los líderes de Japón, basándose en el modelo europeo, pretendían extender su poder y «liberar a Asia del imperialismo», empleando en su propaganda bélica frases dichas como: «Asia para los asiáticos». Otros líderes pragmáticos del imperio vieron que los intereses de Japón no podían estar servidos solamente por el poder de su ejército y marina, sino necesitarían respaldo local en países ocupados. Un partidario de esta actitud era el príncipe Fumimaro Konoe, primer ministro en los años 1938-1941. La primera manifestación de la política fue el establecimiento de Manchukuo, un Estado títere japonés en Manchuria en 1932, junto con otros Estados títeres en China (ocupada después de 1937). Allí, el experimento de Estados títeres pasó por el establecimiento de un alto grado influencia japonés sobre la economía y política de las zonas chinas en su control, en tanto que otras cuestiones de menor importancia eran dejadas en manos de los colaboracionistas locales como símbolo de una teórica autonomía.
Es importante recordar que los territorios de Corea y Taiwán no fueron Estados títeres del imperio, sino que se encontraban gobernados directamente como provincias integrantes de Japón. Entre los principales objetivos militares que plantearon, estos incluían operaciones navales en el océano Índico y el teórico aislamiento de Australia respecto a los países del hemisferio occidental.
En cierto modo, la Alemania nazi realizó unas políticas similares a las de Konoe, especialmente con el Estado Independiente de Croacia, la Serbia de Nedić, la Francia de Vichy y la Noruega de Vidkun Quisling.

### Conferencia de la Gran Asia Oriental

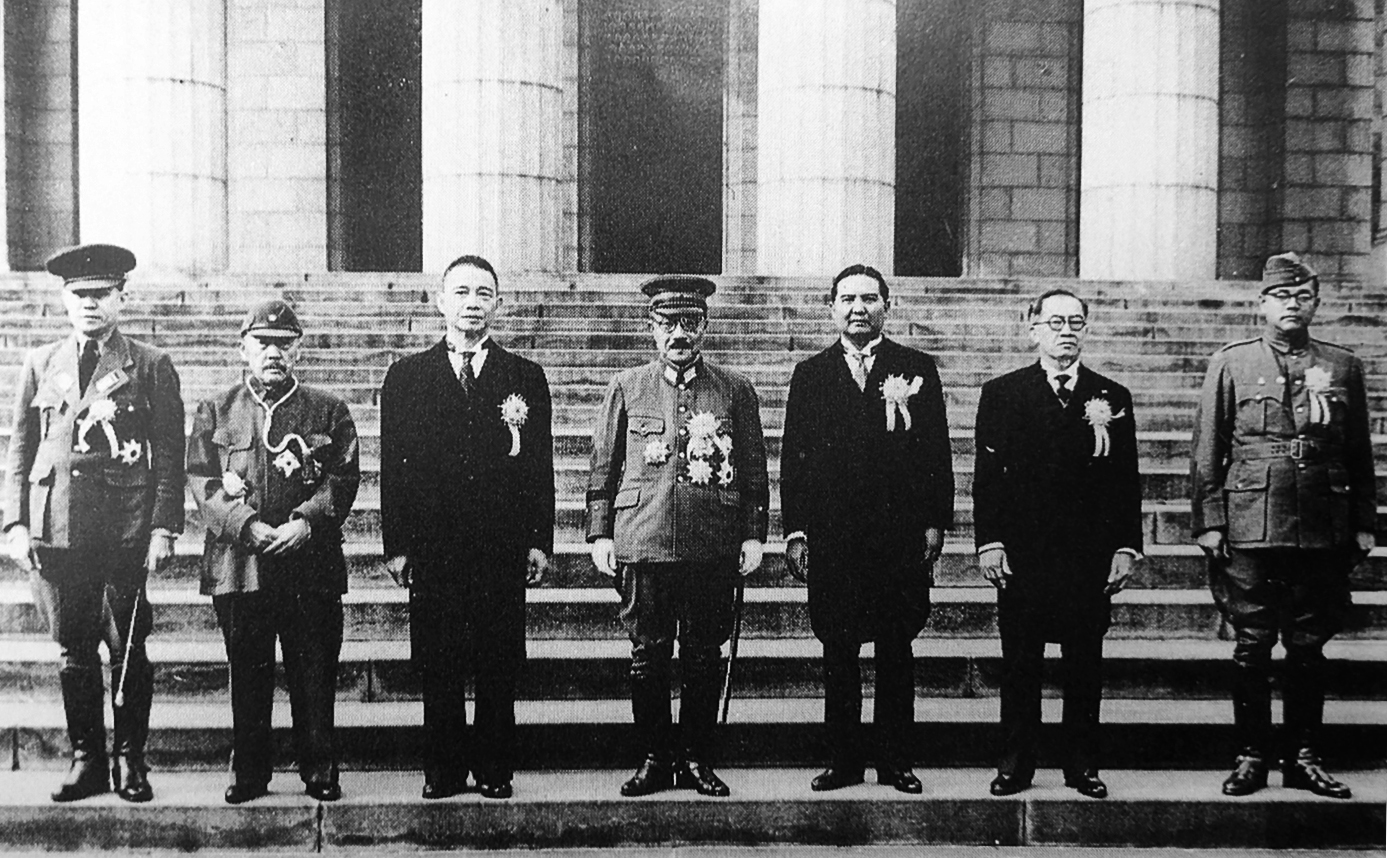
Conferencia de la Gran Asia Oriental en noviembre de 1943, con los participantes de izquierda a derecha: Ba Maw, Zhang Jinghui, Wang Jingwei, Hideki Tojo, Wan Waithayakon, José P. Laurel, Subhas Chandra Bose.

Los días 5 y 6 de noviembre de 1943 tuvo lugar en Tokio la Conferencia de la Gran Asia Oriental (大東亜会議 , Dai Toa Kaigi?), en la que Japón acogió a los jefes de Estado de varios países miembros de la Esfera de Coprosperidad. Curiosamente, el idioma común empleado por los delegados durante la conferencia fue el Inglés. La conferencia abordó pocos temas de materia importante, ya que estaba destinada por los japoneses para ilustrar al Imperio los compromisos de Japón con el ideal Pan-asianismo y a la vez hacer hincapié en su papel de "libertador" de Asia respecto al colonialismo occidental.
A la misma, asistieron los siguientes dignatarios:
- Hideki Tojo, primer ministro de Japón.
- Zhang Jinghui, primer ministro de Manchukuo.
- Wang Jingwei, presidente del Gobierno nacionalista de Nankín.
- Ba Maw, jefe de Estado de Birmania.
- Subhas Chandra Bose, presidente del Gobierno provisional para una India libre (Arzi Hukumat-e-Azad Hind).
- José P. Laurel, presidente de la Segunda República Filipina.
- Príncipe Wan Waithayakon, enviado especial del Reino de Tailandia.

Tojo les dio la bienvenida con un discurso en el que alababa la "esencia espiritual" de Asia, en contraposición a la "civilización materialista" de Occidente. El encuentro se caracterizó por el elogio de la solidaridad asiática y la condena del colonialismo occidental, pero sin planes prácticos, ya fueran para el desarrollo económico o la integración entre los distintos países. No obstante, la conferencia emitió una declaración conjunta para promover la cooperación económica y política en contra de los países Aliados.

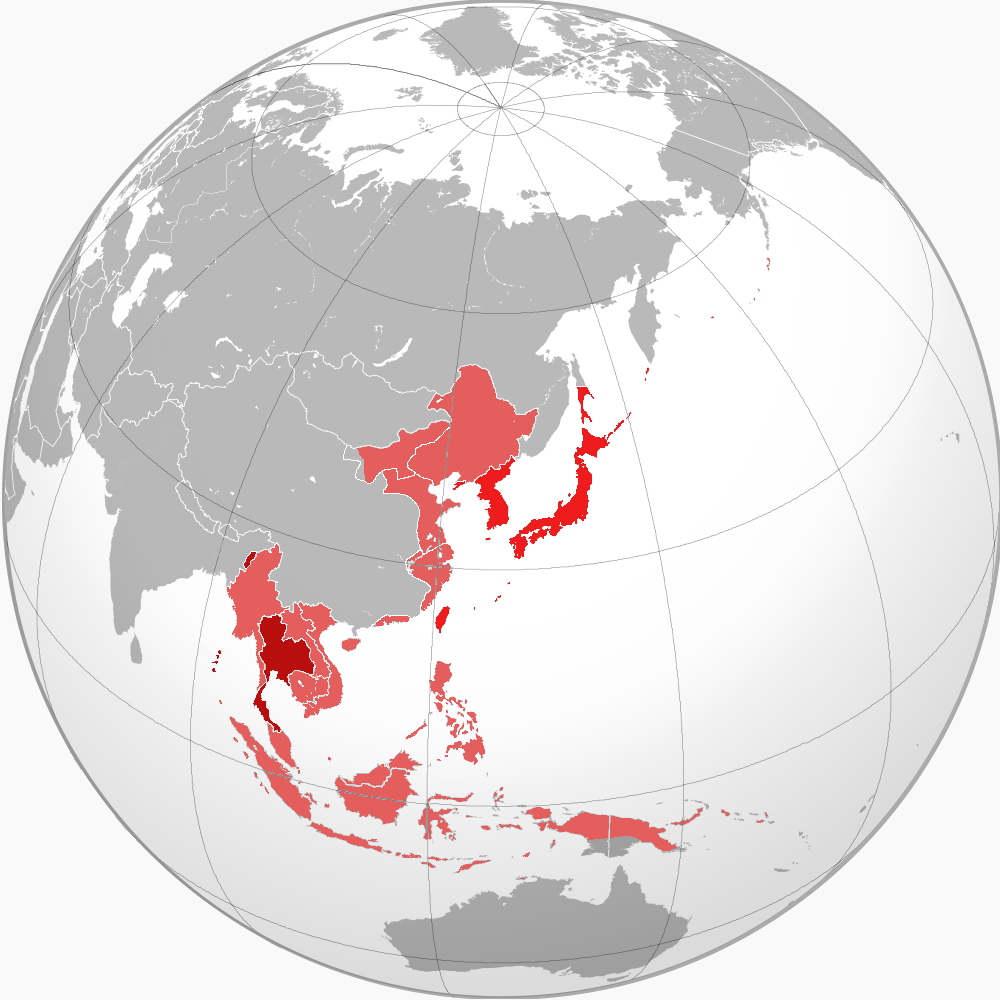
Territorios y estados miembros de la Esfera de Coprosperidad de la Gran Asia Oriental.
Imperio del Japón
Reino de Tailandia y
Gobierno provisional para una India libre
Estados títeres

### Miembros
Países y regímenes miembros, junto a su fecha de ingreso:
- Imperio de Japón (30 de noviembre de 1940)
- Imperio de Manchuria (30 de noviembre de 1940)
- República de China (Nanjing) (30 de noviembre de 1940)
- Reino de Tailandia (21 de diciembre de 1941)
- República Filipina (14 de octubre de 1943)
- Estado de Birmania (1 de agosto de 1943)
- Gobierno provisional para una India libre (21 de octubre de 1943)
- Reino de Luang Prabang (8 de abril de 1945)
- Imperio de Vietnam (11 de marzo de 1945)
- Reino de Kampuchea (9 de marzo de 1945)

### Final de la Esfera de coprosperidad
Las esperanzas y la idea de esta alianza se hundieron con las de su mayor partidario, cuando Japón tuvo que combatir solo contra las potencias europeas en el Océano Pacífico. En junio de 1942 Japón perdió la Batalla de Midway, una derrota que puso fin a su expansión en el Pacífico y dejó a los estadounidenses una oportunidad para comenzar un contraataque general. La conquista de China, una meta central de la estrategia de Tokio, fue imposible debido al gran tamaño del país, la inquebrantable resistencia china y una larga guerra de guerrillas que terminó absorbiendo ingentes recursos japoneses. Además, la hipotética entrada en guerra de la Unión Soviética constituía una amenaza constante para Japón, que sólo podía redirigir recursos limitados hacia la frontera de Manchukuo. No obstante para marzo de 1944, cuando en Europa la causa del Eje ya estaba claramente perdida, Japón decidió abrir en Operación U-Go, su última operación contra el Raj Británico en la India.
La Operación U-Go (y especialmente la Batalla de Imfal) terminó en desastre para el Ejército nipón y hacia finales de 1944 las Fuerzas Aliadas habían logrado restaurar el control en grandes partes de Birmania y restablecer contacto con los ejércitos nacionalistas en China. En este último país tampoco habían logrado obtener una clara victoria, a pesar de los éxitos iniciales de la Operación Ichi-Go. En marzo de 1945 Rangún, la capital birmana, había vuelto bajo control de los Aliados. Mientras tanto, desde octubre de 1944 las fuerzas estadounidenses habían empezado una exitosa campaña para expulsar a las tropas japonesas de las Filipinas, comprometiendo a otro de los "gobiernos" aliados de Japón. La situación militar nipona se agravó cuando a comienzos de agosto los soviéticos invadieron Manchukuo. En estas circunstancias, y tras dos bombardeos estadounidenses con bombas atómicas sobre Hiroshima primero y Nagasaki después, Japón se rindió incondicionalmente a los Aliados en el 15 de agosto de 1945 y con ello se ponía término a la contienda en el Pacífico.

## Actitudes japonesas con respecto de sus aliados
Durante la guerra, Japón otorgó autogobierno efectivo en todo caso solamente a los filipinos, birmanos, chinos y manchurianos. En efecto, la Esfera fue abiertamente dominada por la voluntad de los oficiales militares japoneses y la política del Imperio nipón. Antes de caer bajo este protectorado asiático, los pueblos asiáticos pensaban que los japoneses habrían tenido una actitud menos despectiva que la de los europeos hacia los pueblos locales y, repentinamente, descubrieron que el Imperio nipón tenía otros intereses que liberar a sus pueblos vecinos. En las Filipinas el régimen projaponés de Laurel no tuvo mucho apoyo en la sociedad filipina, a pesar de que ya existía un movimiento muy fuerte en favor de la independencia. Eran frecuentes los malos tratos contra los pueblos nativos, y además también con frecuencia la relación de los japoneses hacia ellos tenía actitudes degradantes. Un ejemplo que hasta hoy ha sido muy controvertido en Japón es el de «mujeres de confort», esclavas sexuales sirviendo a los soldados japoneses en muchos de los países ocupados.
Muchos asiáticos, que al principio habían apoyado el esfuerzo japonés por imponerse en como potencia del continente, con el tiempo llegaron a sentirse frustrados. Ba Maw, un oficial birmano que colaboró en la campaña contra el Imperio británico, comentó con desdén sobre las actitudes japonesas:

Los militaristas veían todo sólo desde el punto de vista japonés y, aún peor, insistían en que todos los demás que trabajasen con ellos deberán hacerlo del mismo modo. Para estos militaristas sólo había un método de hacer las cosas, el japonés; una sola meta e interés, la japonesa; y un sólo destino para los países asiáticos orientales, hacerse tales como Manchukuo o Corea, países atados a Japón. Esas imposiciones raciales...cada verdadera aprensión entre los militaristas japoneses y el pueblo de nuestra región hicieron virtualmente imposible la colaboración.

### Campañas propagandísticas
Numerosos panfletos fueron arrojados por aviones sobre las Filipinas, Malasia e Indonesia, animando a las poblaciones locales a unirse a este movimiento. Fueron fundadas sociedades culturales comunes en todas las naciones conquistadas para congraciarse con los nativos y tratar de suplantar al inglés por el japonés como idioma de uso común. Así mismo, otros muchos folletos impresos en varios idiomas representaban a asiáticos marchando o trabajando juntos en armonía feliz, con las banderas de todas las naciones y un mapa que representaba el ámbito previsto de la Esfera de coprosperidad. Otras recordaban que los japoneses habían dado gobiernos independientes a los países que ocupaban, una idea que chocaba con la falta de poder y autonomía que se habían concedido a estos gobiernos títeres.